# Koprofágia
A koprofágia vagy scatofágia az ürülék elfogyasztása, ez előbbi a görög copros (ürülék) és phagein (evés) szavak összetételéből származik. Számos állatfaj fejlett koprofág gyakorlattal rendelkezik; más fajok csak egyes szokatlan körülmények fennállása esetén táplálkoznak széklettel. Emberek csak ritkán, általában szexuális viselkedés során gyakorolják.

## Koprofágia az állatvilágban

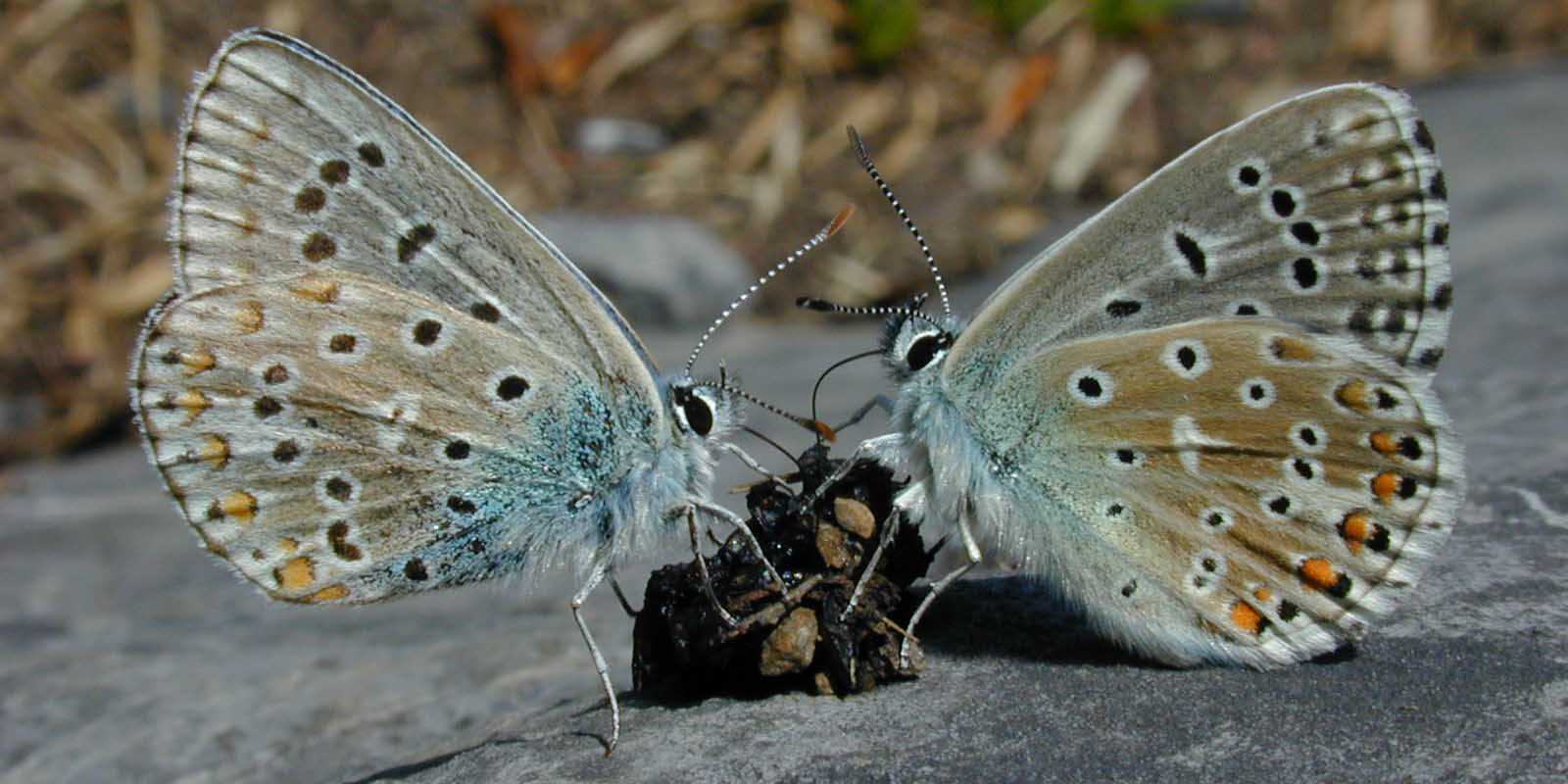
Pillangók egy kövön fekvő ürülékből táplálkoznak.

Szárazföldi ászkarákok körében elterjedt és igen nagy jelentőségű a koprofágia: saját pelletük (ürülék) elfogyasztásával visszanyerik kiürített bélflórájuk valamint a tápanyagok egy részét.
Koprofág rovarok megeszik és újraemésztik a nagyobb állatok ürülékét, ez az ürülék jelentős mennyiségű részlegesen megemésztett táplálékot tartalmaz. (A növényevők emésztőrendszere különösen rossz hatásfokú.) A legismertebb ürülékkel táplálkozó rovar a légy.
A sertésekről is ismert, hogy nem csak a saját ürüléküket, de más állatokét vagy emberekét is megeszik.
A nyulak, a tengerimalacok és más, hasonló fajok emésztőrendszere nem elég fejlett a tápanyag teljes hasznosításához, ezért adnak a táplálékuknak egy második esélyt. A puha, részlegesen megemésztett elsődleges ürülékcsomókat általában azonnal ismét megeszik. Normális ürüléket is produkálnak, amit nem esznek meg.
A fiatal elefántok, pandák, koalák és vízilovak édesanyjuk ürülékével táplálkozva tesznek szert azokra az emésztésükhöz szükséges, beleikben tanyázó baktériumokra, amelyek nélkül nem lennének képesek a szavannai és a dzsungel növényzetének megemésztésére. Születésükkor emésztőrendszerük nem tartalmazza ezeket a baktériumokat (teljesen steril).
A gorillák a saját és más gorillák ürülékét is megeszik. A hörcsögök is megeszik a saját ürüléküket, ezt sokan a B és K vitaminok forrásának gondolják. Szintén majmokat figyeltek meg ló ürülékét enni annak sótartalma miatt. Elefántürüléket is megehetnek.

## Elméletek kutyákról
Kutyák esetében gyakran figyelhető meg koprofág viselkedés. Ennek alapos kikutatása még várat magára. Egyelőre annyi sejthető, hogy több ok is lehet, melyek közül egyelőre az alábbi motivációkat sejthetjük:
- Egyszerű éhség is lehet a legjellemzőbb ok.
- A gazdi figyelme felkeltésének szándéka.
- Aggodalom, stressz, vagy rossz magaviselet miatti büntetés miatt.
- Korábban ürítés miatt büntetést kaptak, az ismételt büntetéstől való félelem miatt kísérelnek meg "feltakarítani".
- Unalomból.
- Szűk helyen: feltakarítás céljából.
- A gazdi utánzása: látta, hogy ő is mindig felveszi az ürülékét (mármint a kutyáét).
- Kiskutyáknál azért, mert ők mindent megkóstolnak, és felfedezhetik, hogy a széklet ehető és néha még ízletes is lehet, különösen magas zsírtartalmú diéta után.
- Anyakutyák megehetik gyermekeik ürülékét abból a célból, hogy megelőzzék a rájuk leselkedő ragadozókat vonzó illatokat.
- Mivel a friss ürülék formája és hőmérséklete a visszaöklendezett táplálékhoz hasonló, ez egy mód az anyakutyák számára, hogy kicsinyeiknek szilárd táplálékot juttassanak.
- (Különösen a macskaszéklet) magas proteintartalma esetén, melynek oka túletetés is lehet, nagy koncentrációjú emésztetlen anyagot jelent a székletben.

Különböző egészségügyi problémák is állhatnak a háttérben, úgymint:
- Pancreatitis.
- Bélfertőzések.
- Emésztési zavarokhoz vezető ételallergiák.
- Húsevők szokása, hogy megeszik vagy magukra kenik zsákmányaik ürülékét, hogy átvegyék illatukat és elrejtsék a sajátjukat.

Néhány állatorvos olyan adalékanyagok táplálékba juttatását javasolja, amelyek az ürülék ízét rendkívül rosszá teszik a kutyák számára. Néhány kutyaeledel-gyártó eleve ilyen adalékokkal gyártja a termékét.
A kutyák székletükhöz fűződő vonzódásának köszönhető az a kínai mondás, hogy "a kutya sem tehet róla, hogy szereti az ürüléket", ami általában olyan rossz szokásokhoz kapcsolódik, amelyeken nehéz változtatni.

## Emberek
Embereknél a koprofágia ritka jelenség. Általában a szélsőséges koprofília következményének gondolják. Az orvosi irodalom beszámol koprofág esetekről dementia, szkizofrénia és depresszió esetén. Más ember ürülékével való táplálkozás az ürülékkel terjedő betegségek elkapásának veszélyével jár együtt, ilyen a Hepatitis A, a Hepatitis E, a tüdőgyulladás, és az influenza. Az ilyen gyakorlatba bocsátkozók számára védőoltás javasolt. Hasonló veszélye van az ehhez hasonló szexuális gyakorlatoknak is, mint például anilingus, vagy bárminek a szájba helyezése, ami korábban a végbéllel volt érintkezésben. A koprofágia gyakorlata számos mozgóképen is előfordul.
A pornográfia is ábrázol néha koprofágiát, általában 'kakiszex' néven hivatkoznak rá (angolban 'scat' vagy 'shitplay').

### Koprofágia mozgóképen
- Pier Paolo Pasolini Salo, avagy Szodoma 120 napja: egy fiatal nőt a herceg ürülékének megevésére kényszerítenek; később más áldozatokat is mutatnak óriási ürülékdarabokkal (a "székletet" csokoládéöntet és narancslekvár keverékéből állították elő).
- Jackass 2: Dave England-nek 200 dollárt ajánlanak, hogy lótrágyát egyen.
- John Waters Rózsaszín flamingók (Pink Flamingos, 1972) című filmjének végén Divine a járdáról felvett valódi kutyaürüléket fogyaszt.

### Koprofágia az irodalomban
- de Sade márki Szodoma 120 napja című könyvében több szereplő is scatofágiát gyakorol.
- A Pi életében, Pi Patel megkísérli megenni egy tigris ürülékét a túlélés érdekében. Kénytelen megállapítani, hogy nincs tápértéke.
- Paul Auster Timbuktujában a főszereplő nagy mennyiségű kábítószer elfogyasztása után megeszi a saját ürülékét.
- Stephen King Az című regényében Pennywise, egy kellemetlen öreg hölgy egy csésze teát szolgál fel Beverly számára, ami valójában emberi ürülék.
- A Neil Gaiman által írt Pokolidéző képregény címszereplője, Wordsworth, egy keresztrejtvény megfejtése céljából egy koprofág étterembe látogat el, hogy elolvassa a menü utolsó szavát (ami csak közönséges kávé).